# Dolichovespula saxonica
La vespa sassone (Dolichovespula saxonica (Fabricius, 1793)), è una comune vespa sociale che si trova nella ecozona paleartica, in particolare in gran parte dell'Europa e nell'Asia settentrionale e centrale. Sebbene originaria dell'Europa continentale, la D. saxonica ha da allora colonizzato la Gran Bretagna, principalmente a sud e a est, ma è stata registrata fino a nord fino a East Lothian, in Scozia. La maggior parte dei loro nidi si trova sopra il suolo, su alberi e cespugli, ma possono essere trovati anche negli edifici. A causa della proliferazione di nidi nelle aree urbane e vicino alle case residenziali, la D. saxonica può essere nociva per gli esseri umani a causa dei patogeni che attrae, i quali possono causare infezioni o allergie, oltre alle potenziali punture. Di conseguenza, sono in atto molti interventi umani per rimuovere i nidi di vespe sassoni. È stato scoperto che la D. saxonica utilizza la segnalazione chimica in molti comportamenti, come chiamate di allarme e segnali di fertilità.

## Tassonomia e filogenetica
La vespa sassone fa parte della famiglia Vespidae. All'interno dei Vespidae c'è il genere Dolichovespula, che deriva dalla parola greca "dolikhos", che significa "lungo". Ciò descrive la caratteristica faccia lunga trovata all'interno del genere, al contrario delle facce corte e rotonde trovate nel genere Vespula. Dolichovespula contiene 18 specie, tra cui D. saxonica, e la maggior parte si trova in tutto l'emisfero settentrionale. Dolichovespula è strettamente correlata a Vespula e le specie di entrambi i generi costituiscono le vespe gialle. Molte delle specie all'interno di Dolichovespula scelgono siti di nidificazione aerei, sebbene la maggior parte illustri flessibilità nelle posizioni dei siti di nidificazione. Ciò differisce dal genere Vespula, i cui membri spesso realizzano nidi sotterranei. Le specie Dolichovespula hanno in genere colonie mature di circa mille celle con circa duemila adulti e un ciclo di colonia che dura da tre a cinque mesi.

## Descrizione e identificazione

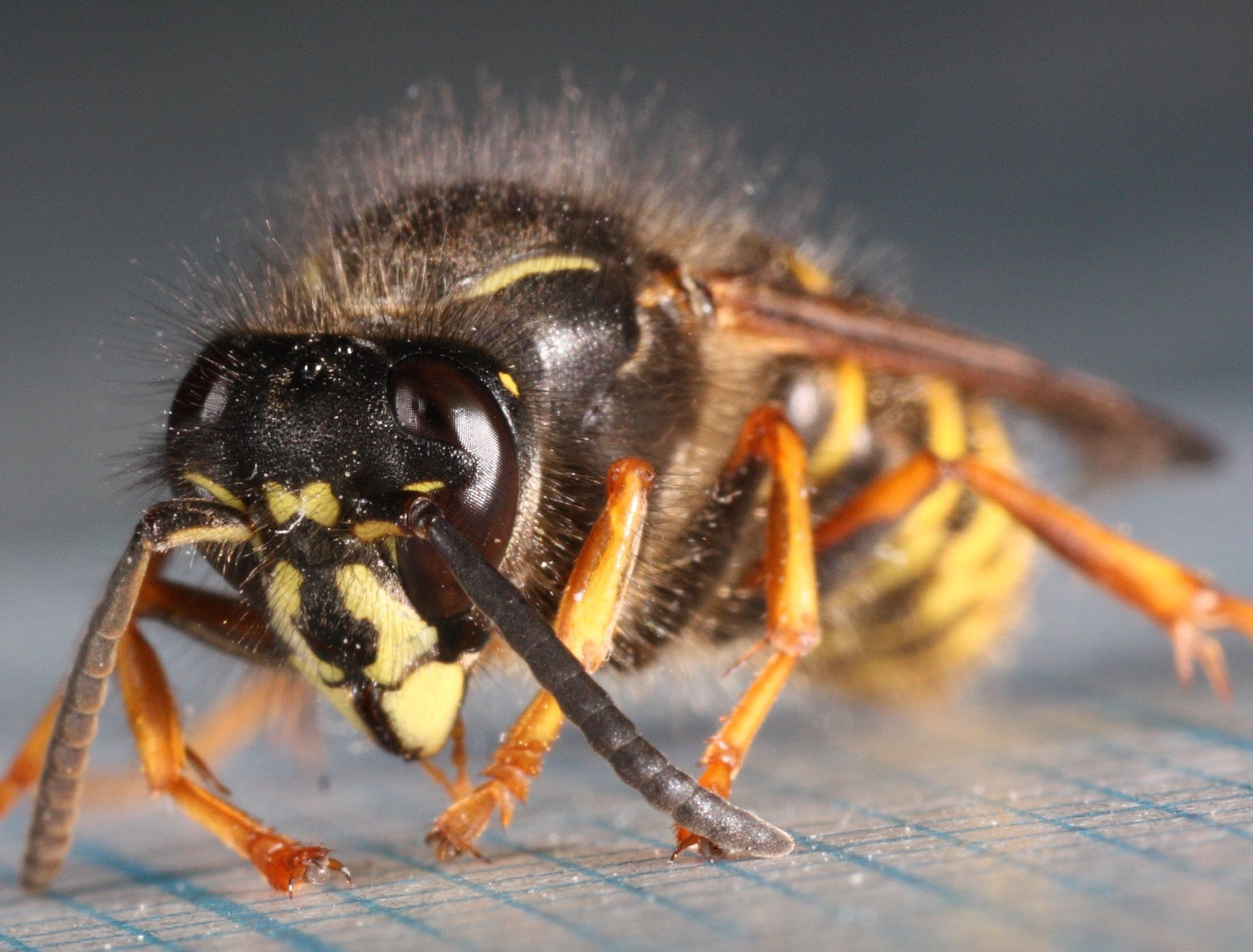
Operaia di D. sassonica fotografata frontalmente

La D. saxonica è simile ai suoi parenti che hanno le strisce nere e gialle sul corpo. Tuttavia, la vespa sassone è più grande della maggior parte dei suoi parenti. Le regine sassoni sono più grandi con una lunghezza del corpo che varia da 15 a 19 mm (0,59–0,75 pollici), mentre i maschi variano da 13 a 15 mm (0,51–0,59 pollici) e le operaie da 11 a 15 mm (0,43–0,59 pollici). Il corpo del maschio è costituito da un involucro copulatore all'estremità del gaster (la porzione posteriore bulbosa del metasoma) e sette tergiti gastrali (piastre indurite o scleriti che sono divise sul lato dorsale del corpo) e sterniti, che sono scleriti sul lato ventrale del torace. D'altra parte, la femmina ha sei tergiti gastrali e sterniti e un pungiglione all'estremità del gaster. 
La D. saxonica è una vespa che nidifica in aria, il che significa che le vespe costruiscono i loro nidi sopra il terreno, spesso sugli alberi, sugli arbusti o sugli edifici. I nidi della D. saxonica sono a forma di palla e possono essere di circa 250 mm (9,8 pollici), il che è piccolo rispetto agli altri nidi di vespe. La costruzione del nido è rapida, consentendo alla popolazione del nido di aumentare rapidamente. In media i nidi contengono da tre a cinque favi. Le vespe sassoni costruiscono i loro nidi da legno marcio, usando le fibre del legno per formare un nido di colore grigio che può contenere linee o macchie gialle all'esterno. Il lato esterno del nido è liscio e non ha fori di ventilazione. Invece, c'è un'unica apertura nella parte inferiore da cui le vespe possono entrare e uscire e da cui i rifiuti possono uscire dal nido.

## Distribuzione e habitat
La vespa sassone è comunemente presente nella maggior parte dell'Europa e nell'Asia settentrionale e centrale. Le aree in cui la specie può essere comunemente trovata includono il Regno Unito (solo meridionale), la Repubblica Ceca, la Francia settentrionale, i Paesi Bassi, la Svizzera e l'Irlanda orientale (dal 2020). In queste aree, i nidi di D. saxonica possono essere trovati appesi liberamente in vari tipi di foresta, in aperta campagna e su colline boscose. Poiché queste vespe sono nidificatrici aeree, i nidi sono spesso appesi a rami di alberi o arbusti, a un paio di metri da terra. Anche le aree urbane sono habitat adatti per D. saxonica. Di conseguenza, i loro nidi sono stati trovati sotto tetti, portici, panchine del parco e sui lati degli edifici. Nonostante questa flessibilità nei siti di nidificazione, raramente si trovano nidi sotterranei.

## Ciclo della colonia
Similmente ad altre specie di vespe, le colonie di D. saxonica si formano durante l'estate e diminuiscono durante l'inverno. Le regine sono le uniche in grado di sopravvivere all'inverno grazie alla loro forma di letargo chiamata svernamento, che avviene all'interno di capannoni, alberi cavi o altre cavità simili. Le regine che sopravvivono all'inverno trovano una nuova colonia in primavera, tra aprile e inizio maggio. Il loro compito è trovare un buon luogo di nidificazione e allevare il primo gruppo di operaie. All'inizio di giugno, emerge il primo gruppo di operaie, inizia ad espandere il nido e costruisce grandi celle per potenziali gineci (la casta riproduttiva femminile primaria degli insetti sociali). All'inizio di luglio, emergono le nuove regine e si accoppiano, portando alla fine della colonia verso metà agosto. Al culmine del ciclo, potrebbero esserci alcune migliaia di vespe. L'intero ciclo dura all'incirca 3 o 4 mesi, anche se la tempistica esatta degli eventi dipende fortemente dalle condizioni meteorologiche. Quando la temperatura scende e arriva l'inverno, il ciclo ricomincia.

## Comportamento

### Scia di odore finalizzato all'orientamento
I nidi di D. saxonica sono costruiti con una sola apertura per consentire alle vespe, alle risorse e ai rifiuti di entrare e uscire dal nido. Questa apertura ha un bordo spesso e si trova sul fondo del nido di forma rotonda. Quando le foraggiatrici lasciano il nido in cerca di cibo, gli individui non volano in un sistema di tunnel artificiali per orientarsi come altre specie di vespe. Piuttosto, le foraggiatrici di D. saxonica utilizzano sostanze chimiche per assegnare un odore al nido per orientarsi mentre volano di ritorno al nido aereo. Questo odore può provenire dai materiali utilizzati nell'involucro del nido o dagli altri componenti strutturali di esso. Le foraggiatrici di D. saxonica possono anche camminare sotto il nido per creare una scia di sostanza chimiche per orientarsi nelle vicinanze di esso, sebbene questo metodo non sia usato spesso poiché di solito non camminano mentre si trovano nelle vicinanze del nido. 

### Regolazione termica
Idealmente, i nidi di D. saxonica sono stabili a circa 29 °C. Tuttavia, i mesi da maggio ad agosto in Europa e Asia si discostano da questa temperatura confortevole. Un modo in cui le colonie di D. saxonica si sono adattate a questo è accorciando o spostando i cicli delle colonie durante le temperature ideali. Un modo più realistico per evitare il surriscaldamento o il congelamento è regolare la temperatura del nido. Le vespe D. saxonica possiedono recettori termosensibili sulle loro cuticole, che percepiscono la temperatura circostante. Nei rari casi di nidi che sono naturalmente riparati, come con nidi sotterranei o nidi in alberi cavi, alcuni involucri aggiuntivi attorno al nido possono aiutare a mantenere stabili le temperature. Nella maggior parte dei casi, quando sono coinvolti nidi aerei, devono esserci molti più involucri attorno al nido, poiché sono esposti a elementi naturali come forti venti e pioggia. Ciò può diventare pericoloso per il nido perché gli involucri aggiuntivi occupano la maggior parte del volume del nido e per espanderlo, gli involucri interni devono prima essere abbattuti e nuovi involucri costruiti sulla superficie esterna. A causa dei potenziali pericoli della regolazione della temperatura, diventa vantaggioso per le colonie collocare i loro nidi nelle aree urbane, dove il clima è più caldo e sono riparati dalle intemperie.

### Comunicazione

#### Feromone di allarme
Ci sono molteplici forme di comunicazione mostrate nelle colonie di D. saxonica. Una di queste forme è un feromone di allarme prodotto nelle ghiandole velenifere delle vespe. Per D. saxonica, si ritiene che il comportamento di allarme si verifichi in risposta al veleno spruzzato o quando una vespa punge. Questo tipo di allarme è visto in altre vespe e agisce per riunire le operaie per aumentare i comportamenti aggressivi e combattivi. Ciò è vantaggioso per la colonia perché consente alle operaie di prevenire danni al nido attaccando collettivamente un predatore. Le chiamate di allarme in genere durano solo per un breve lasso di tempo, consentendo alla colonia di tornare ai propri normali compiti in modo tempestivo. 

#### Segnali di fertilità
Un'altra forma di comunicazione riscontrata in D. saxonica riguarda la fertilità. Come con altri insetti sociali, c'è una divisione riproduttiva del lavoro nelle colonie in cui le regine si riproducono e le operaie costruiscono celle e allevano la prole della regina. Tuttavia, le operaie possiedono le proprie ovaie e quindi sono in grado di produrre uova maschili non fecondate, creando un conflitto. Per garantire che la regina continui a mantenere il "dominio riproduttivo", segnala la sua fertilità al resto della colonia e le operaie agiscono per aumentare il loro successo genetico consentendo alla regina di riprodursi all'inizio del ciclo della colonia. Il segnale della regina è di tipo chimico proveniente dai feromoni che si ritiene diminuisca con la maturazione della colonia, consentendo così a più operaie di riprodursi. Inoltre, la fertilità di tutti gli individui di D. saxonica (operaie, maschi e regine) può essere determinata dai loro segnali idrocarburici cuticolari. I segnali specifici aumentano con lo sviluppo dell'ovaio della regina e diminuiscono con la maturità della colonia e la riproduzione delle operaie, il che supporta la cronologia della forza del segnale del feromone dalle regine.

## Selezione parentale

### Conflitto tra operaia e regina
Le specie del genere Dolichovespula hanno regine che possono accoppiarsi solo una volta o riprodursi. Questa piccola differenza può portare a differenze di parentela, che è fondamentale negli insetti sociali come D. saxonica. Questa differenza di parentela si verifica perché le operaie sono in grado di produrre uova maschili non fecondate. Grazie a questa capacità, se una regina si accoppia solo una volta, le operaie sono più strettamente imparentate con la prole maschile di altre operaie che con la regina. Pertanto, quando una regina si accoppia solo una volta, le operaie dovrebbero scegliere di aiutare ad allevare la prole di altre operaie per aumentare il loro successo genetico. Se una regina si accoppia più di una volta, è nel migliore interesse dell'operaia allevare i figli della regina. Per porre rimedio a questo conflitto tra operaie e regine, D. saxonica dimostra un controllo facoltativo delle operaie, le quali inibiscono la riproduzione delle altre operaie, attraverso azioni come il consumo delle loro uova, in modo che la regina rimanga dominante nella riproduzione. Tuttavia è interesse delle operaie se la regina si moltiplica. Anche il controllo e la riproduzione delle operaie sono correlati allo sviluppo della colonia. All'inizio del ciclo della colonia, il controllo delle operaie è elevato, con conseguente bassa riproduzione di esse. Una volta che la colonia matura, il controllo delle operaie diminuisce e la riproduzione di successo delle operaie aumenta. Questa tendenza è dovuta al fatto che la riproduzione delle operaie all'inizio del ciclo della colonia ostacolerebbe la crescita della forza lavoro e alla fine le ostacolerebbe.

## Interazione con altre specie

### Parassiti all'interno del genere

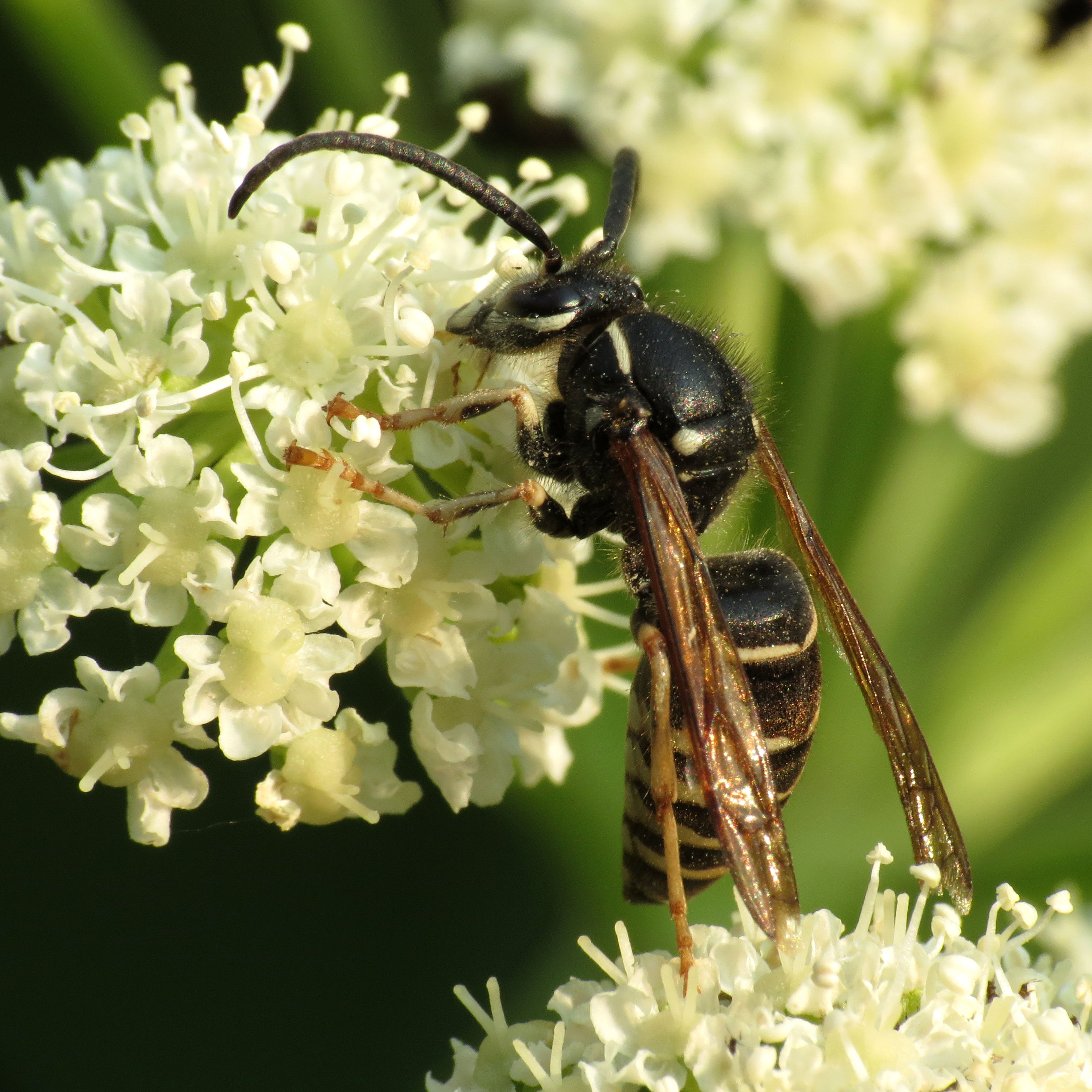
Dolichovespula adulterina, nota anche come Dolichovespula arctica

La Dolichovespula adulterina è un comune parassita sociale. È un parassita di Dolichovespula arenaria e Dolichovespula alpicola nella regione neartica, che comprende il Nord America, la Groenlandia e gli altopiani del Messico. D. adulterina è anche un parassita di D. saxonica e Dolichovespula norwegica della zona paleartica, che comprende Europa, Asia settentrionale e centrale e Africa settentrionale. Nel caso di D. saxonica, la regina di D. adulterina di solito usurpa il nido all'incirca nel periodo in cui emerge il primo gruppo di operaie dell'ospite all'inizio di giugno. Poiché è emerso solo un gruppo di prole dell'ospite, se la regina di D. adulterina prende il controllo del nido ospite all'inizio del ciclo della colonia, ci saranno meno favi totali e meno individui della specie ospite. Più avanti nel ciclo della colonia, più è probabile che siano presenti operaie e maschi della specie ospite. Dopo l'usurpazione, la regina di D. adulterina coabiterà il nido con la regina di D. saxonica per circa 10 giorni, periodo nel quale uccide la regina ospite. Quindi, la regina di D. adulterina depone le sue uova intorno all'inizio di luglio, di cui si prendono cura le operaie dell'ospite. I maschi emergeranno quindi alla fine di luglio, mentre le regine emergeranno all'inizio di agosto fino al declino della colonia a metà mese. Pertanto, il ciclo della colonia per la vespa gialla parassita è circa un mese più corto di quello dell'ospite e con meno prole. Potrebbe anche esserci meno prole perché la regina parassita spesso muore poco dopo aver deposto le sue uova a luglio o prima se viene ferita durante i conflitti con le operaie dell'ospite.

### Parassiti all'esterno del genere

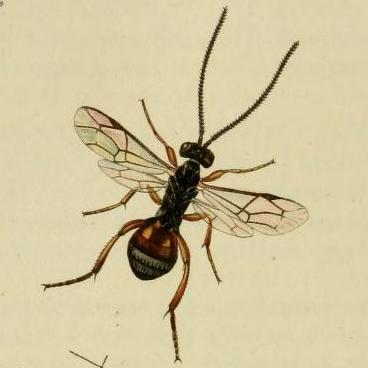
Un'illustrazione tratta da British Entomology di John Curtis della Sphecophaga vesparum

La vespa icneumonide Sphecophaga vesparum è un importante e comune parassitoide di alcune vespidi. In passato, le vespe S. vesparum sono state utilizzate per combattere le popolazioni di specie invasive di Vespula germanica e Vespula vulgaris in luoghi come la Nuova Zelanda. Questa specie è stata anche osservata come un parassita di D. saxonica. Il grado di distruzione dei nidi di D. saxonica è stato visto come moderato, rispetto ad altre specie parassite e dipende dalla tempistica. Similmente alle invasioni di D. adulterina, prima viene infettato il nido dell'ospite, più efficace è l'infezione. Invece di usurpare il nido, tuttavia, le femmine di S. vesparum entrano nel nido dell'ospite e depongono le loro uova sopra le larve o le pupe dell'ospite. Ciò consente alle larve parassite di attaccare e nutrirsi delle larve dell'ospite, e quindi di tessere un bozzolo. Nonostante il fatto che S. vesparum sia un parassita comune di D. saxonica, S. vesparum non cresce rapidamente nel nido di un ospite; solo poche dozzine di individui di S. vesparum si trovano in genere all'interno di un nido di centinaia di celle. 

### Malattia
L'unica apertura nei nidi di D. saxonica si trova sul fondo del nido di forma sferica. Questa singola apertura funge da sito di ingresso, uscita e rimozione dei rifiuti per le vespe sassoni. Di conseguenza, quando rifiuti e detriti lasciano il nido, cadono semplicemente fuori dall'apertura e sul pavimento, dove si raccolgono. Questo sito di raccolta dei rifiuti fornisce molte risorse e, non sorprende, qui si trovano molti agenti patogeni, come Pseudomonas aeruginosa, Staphylococcus aureus, Escherichia coli e Klebsiella oxytoca. Si trovano anche funghi, tra cui Aspergillus niger e Candida krusei. Sebbene questi agenti patogeni e funghi utilizzino i detriti della vespa, diventano un problema per le persone poiché possono portare a infezioni, malattie respiratorie e allergie. Si è scoperto che i nidi di vespe sassoni contengono meno batteri e funghi quando si trovano in luoghi naturali rispetto a quelli urbani. Si pensa che ciò sia dovuto al fatto che le operaie puliscono attivamente i favi e le cellule di tali microrganismi utilizzando il loro veleno.

## Importanza umana

### Benefici
La vespa sassone svolge un ruolo fondamentale nell'ecosistema. Le vespe sassoni adulte possono nutrirsi di una varietà di cose, tra cui il nettare di molte piante. Pertanto, la specie può trarre beneficio dall'agricoltura quando raccolgono il nettare impollinando inconsapevolmente molte piante. Ad esempio, le regine impollinano i fiori di mirtillo in primavera, mentre le operaie e i maschi impollinano i fiori di angelica selvatica, pastinaca selvatica e panace verso la fine dell'estate. Le vespe sassoni possono anche ridurre le popolazioni di insetti, come le mosche, poiché le larve se ne nutrono. Forse ancora più importante, insetti come la vespa sassone possono trasportare e riciclare materia organica e inorganica, come cadmio, ferro, piombo e zinco. Ciò è particolarmente importante a causa delle crescenti quantità di inquinamento ambientale dovute alle industrie chimiche e industriali.

### Punture e altri pericoli
La D. saxonica può causare disturbo alle persone a causa della stretta vicinanza dei suoi nidi. Tuttavia, gli individui di questa specie non diventano violenti o dannosi a meno che il loro nido non venga interrotto o minacciato. Se un individuo percepisce un pericolo, può emettere un feromone di allarme alla sua colonia, che attrae gli altri individui e stimola l'aggressività e il comportamento di fuga. Ciò non solo fa sì che un individuo punga gli intrusi, ma anche che gli altri facciano lo stesso. Fortunatamente, le punture non sono particolarmente dolorose rispetto a quelle, ad esempio, della Vespula germanica o della vespa comune, e il suo veleno non attiva molto spesso una reazione allergica. 
Un altro pericolo per gli esseri umani causato dalla vespa sassone è il potenziale di malattia. Come affermato sopra, i rifiuti raccolti sotto un nido possono causare macchie su soffitti e pareti. Alcuni esempi di potenziali patogeni includono Escherichia coli, che è il patogeno più notato nel cibo preparato in modo improprio; Klebsiella oxytoca, che può causare infezioni del tratto urinario; Aspergillus niger, che crea aflatossine che possono portare a malattie respiratorie e candidosi; e Candida krusei, che può causare allergie. Di conseguenza, sebbene le vespe sassoni di per sé possano non essere pericolose, i patogeni che attraggono possono esserlo. Fortunatamente, i nidi possono essere facilmente individuati perché di solito sono costruiti in luoghi facilmente visibili. 

### Colonie nelle città
Sebbene i nidi delle vespe sassoni si trovino quasi esclusivamente sopra il terreno, non si trovano solo in un tipo di ambiente. Le colonie di vespe sassoni si trovano in natura, come nelle foreste e nelle colline boscose, ma anche nelle aree urbane, che possono fornire un ambiente migliore per le colonie rispetto a quelle naturali. È stato osservato che quando le colonie si trovano in aree urbane, le colonie sono più grandi. Ciò è particolarmente sorprendente poiché molte colonie vengono distrutte dall'intervento umano. Uno dei vantaggi della costruzione di nidi in ambienti urbani è l'abbondanza di siti di nidificazione vari, come sotto travi e tetti, in soffitte e sui lati degli edifici. Questi siti non solo sono più stabili fisicamente di un ramo di un albero, ma forniscono anche migliori condizioni climatiche. Molti siti di nidificazione urbani sono riparati, con conseguenti condizioni più calde che non sono vulnerabili alla pioggia e al vento. Poiché i nidi delle vespe sassoni in genere pendono da un ramo, sono esposti al vento, che può far cadere i nidi dal loro ramo e danneggiarli. Inoltre, poiché i nidi sono fatti di legno stagionato, la pioggia battente può danneggiarne la struttura e l'elevata umidità può portare alla crescita di microrganismi, che possono anche distruggere la struttura del nido e le larve e le pupe al suo interno. Di conseguenza, le colonie urbane sono meglio protette dagli elementi naturali e anche il vantaggio di avere maggiori risorse alimentari.